# Walter Neun
Walter Neun (* 30. Mai 1911 in Berlin; † unbekannt) war ein deutscher Mediziner, der als Mitarbeiter des Gesundheitsdienstes der Hitler-Jugend an der Propagierung der HJ-Gesundheitspolitik beteiligt war.

## Leben
Neun trat zum 1. Januar 1931 der NSDAP bei (Mitgliedsnummer 429.855). Nach seinem Medizinstudium wurde er im Juni 1937 als Arzt bestallt und war bis Juni 1942 als solcher im Hauptgesundheitsamt Berlin-Reinickendorf tätig. 1937 promovierte er an der Universität Berlin zum Dr. med. mit der 19-seitigen Dissertation Ungewöhnliche Psychose nach Typhus.
Ab Juni 1942 war Neun als Regierungsrat beamteter Arzt und als Nachfolger von Eberhard Kitzing stellvertretender Chef des Gesundheitsamtes bei der Reichsjugendführung der Hitler-Jugend. Der Historiker Michael Buddrus sieht in der „Gesundheitspflicht“ der HJ eine Konzeption, die auf die Etablierung eines neuen Menschenbildes abgezielt habe. Die HJ-Sozialingenieure hätten eine Entpersönlichung bewusst forciert, um die ihnen anvertrauten Kinder und Jugendlichen zugunsten der Volksgemeinschaft von ihrem eigenen Körper zu enteignen.